# Aporrhais serresianus
Aporrhais serresianus är en snäckart som först beskrevs av Gaspard Louis André Michaud 1828.  Aporrhais serresianus ingår i släktet Aporrhais, och familjen pelikanfotssnäckor. Enligt den svenska rödlistan är arten otillräckligt studerad i Sverige. Arten förekommer i Götaland. Artens livsmiljö är havet.

## Bildgalleri

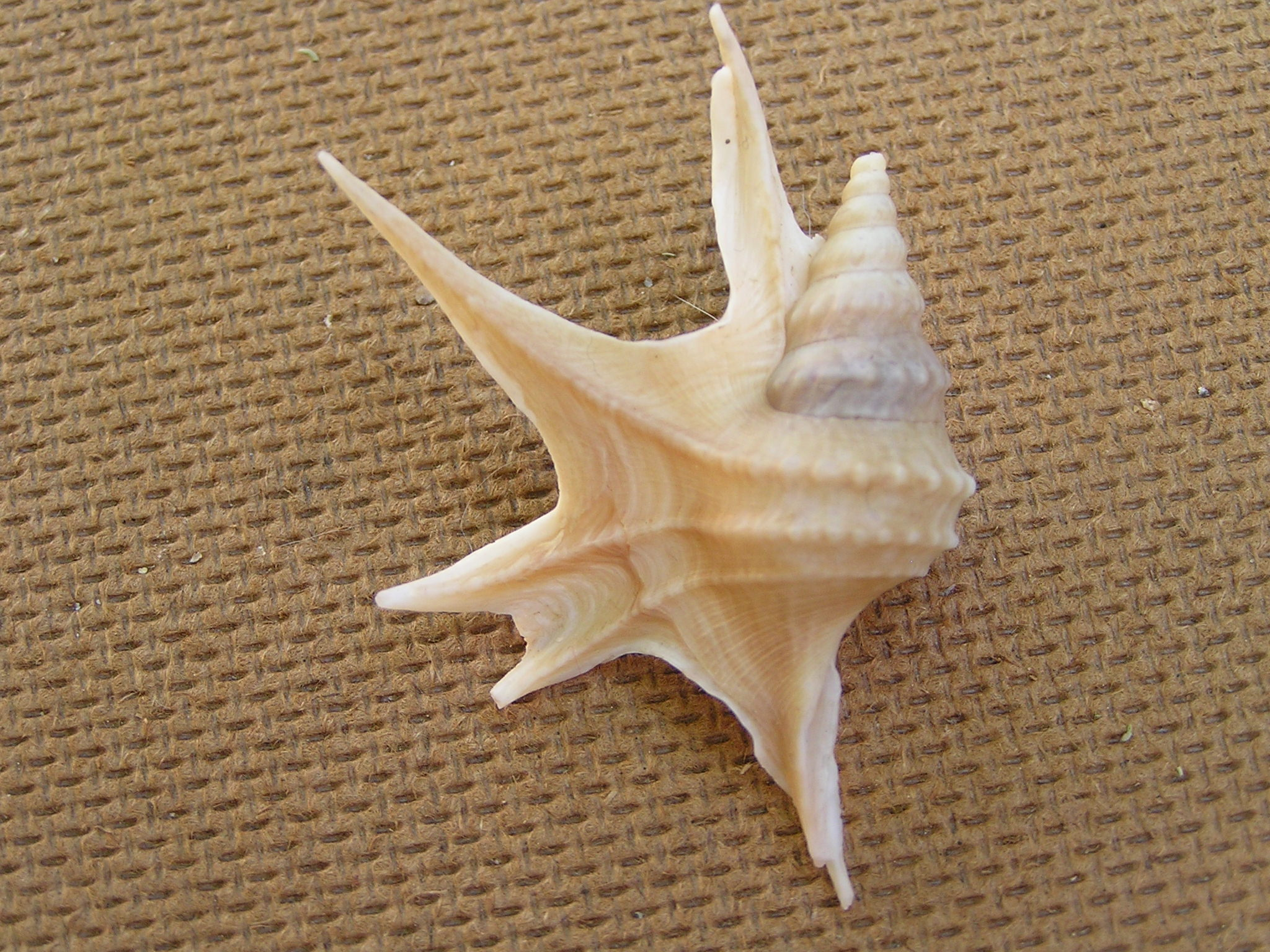
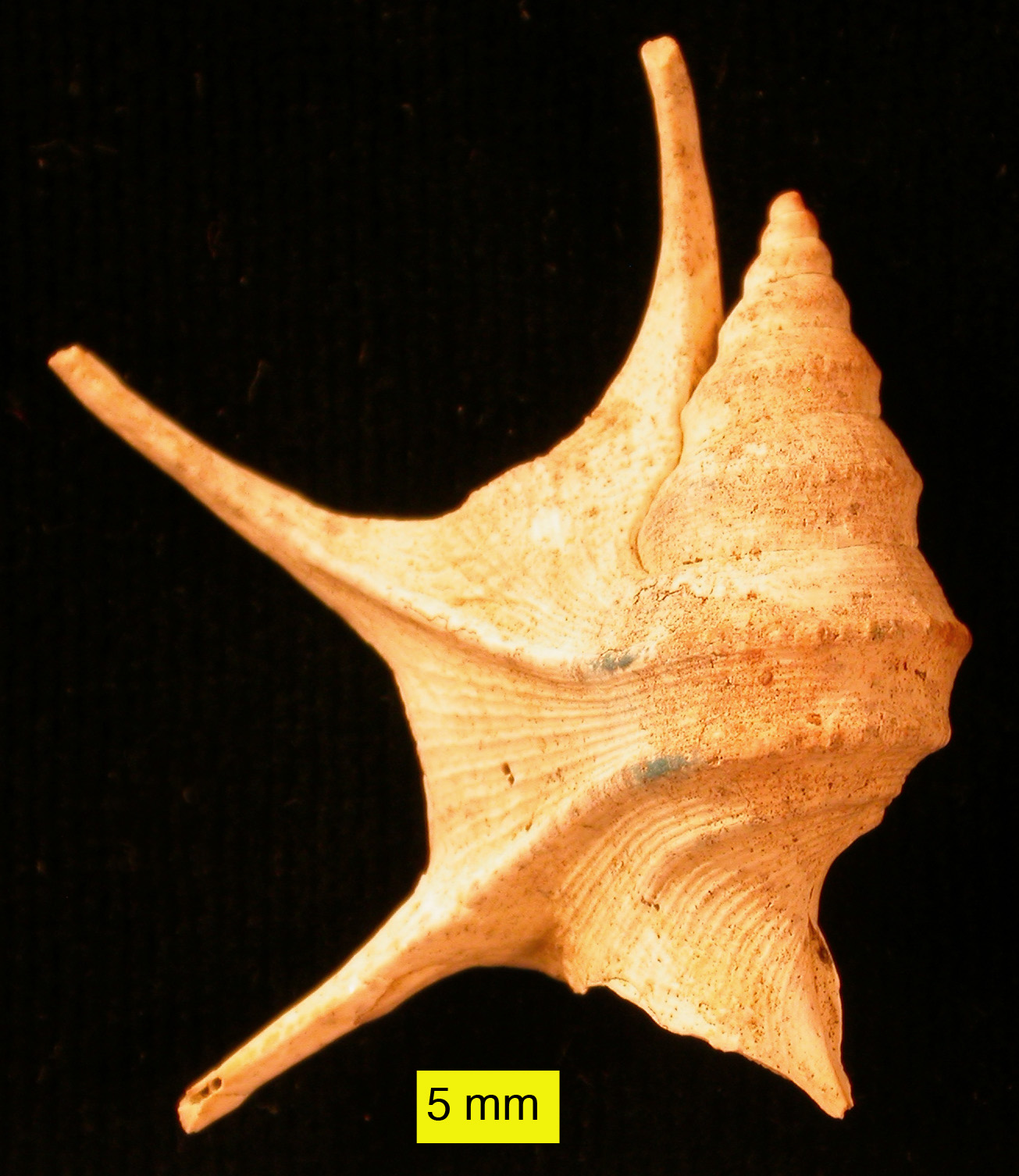
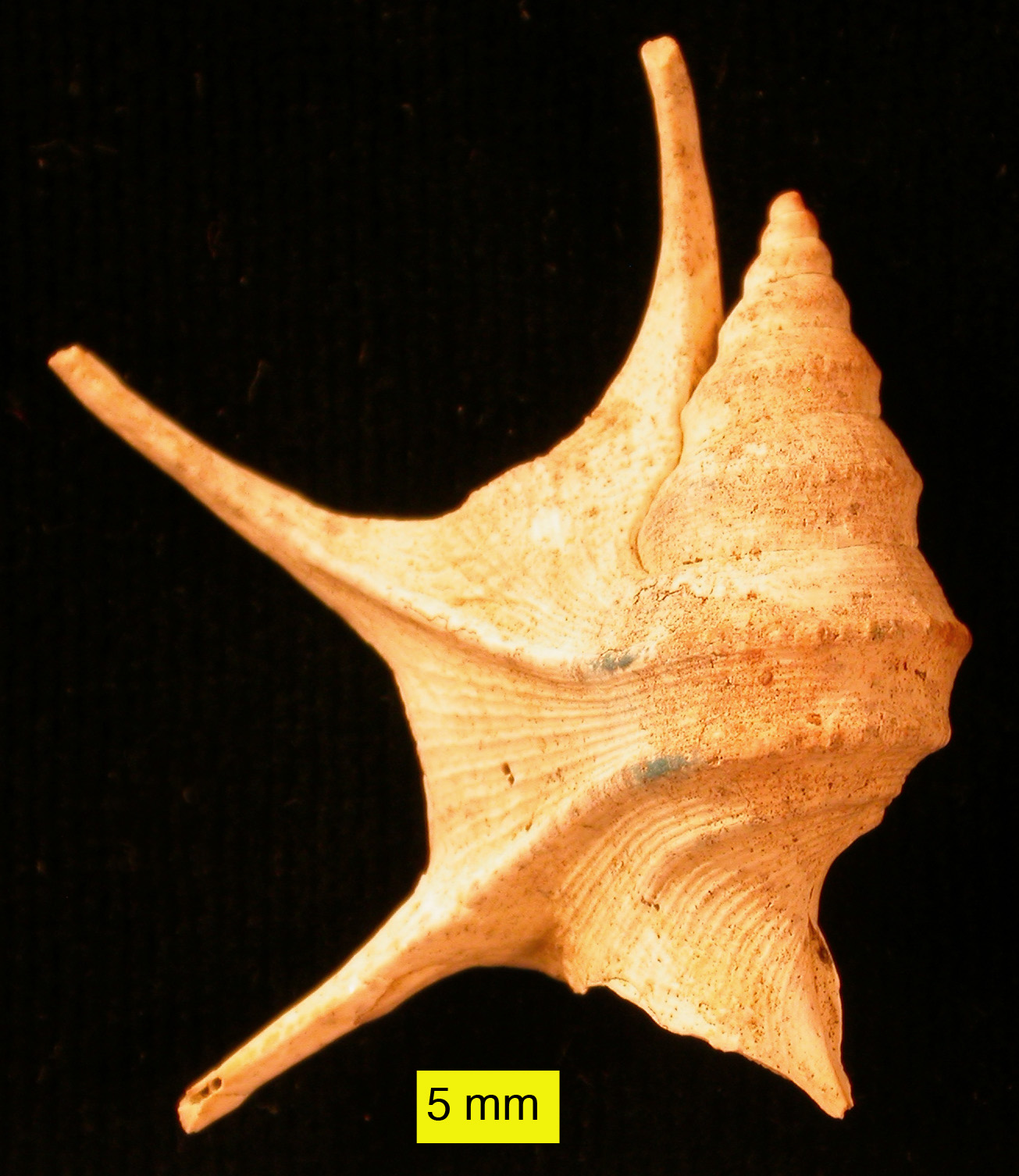
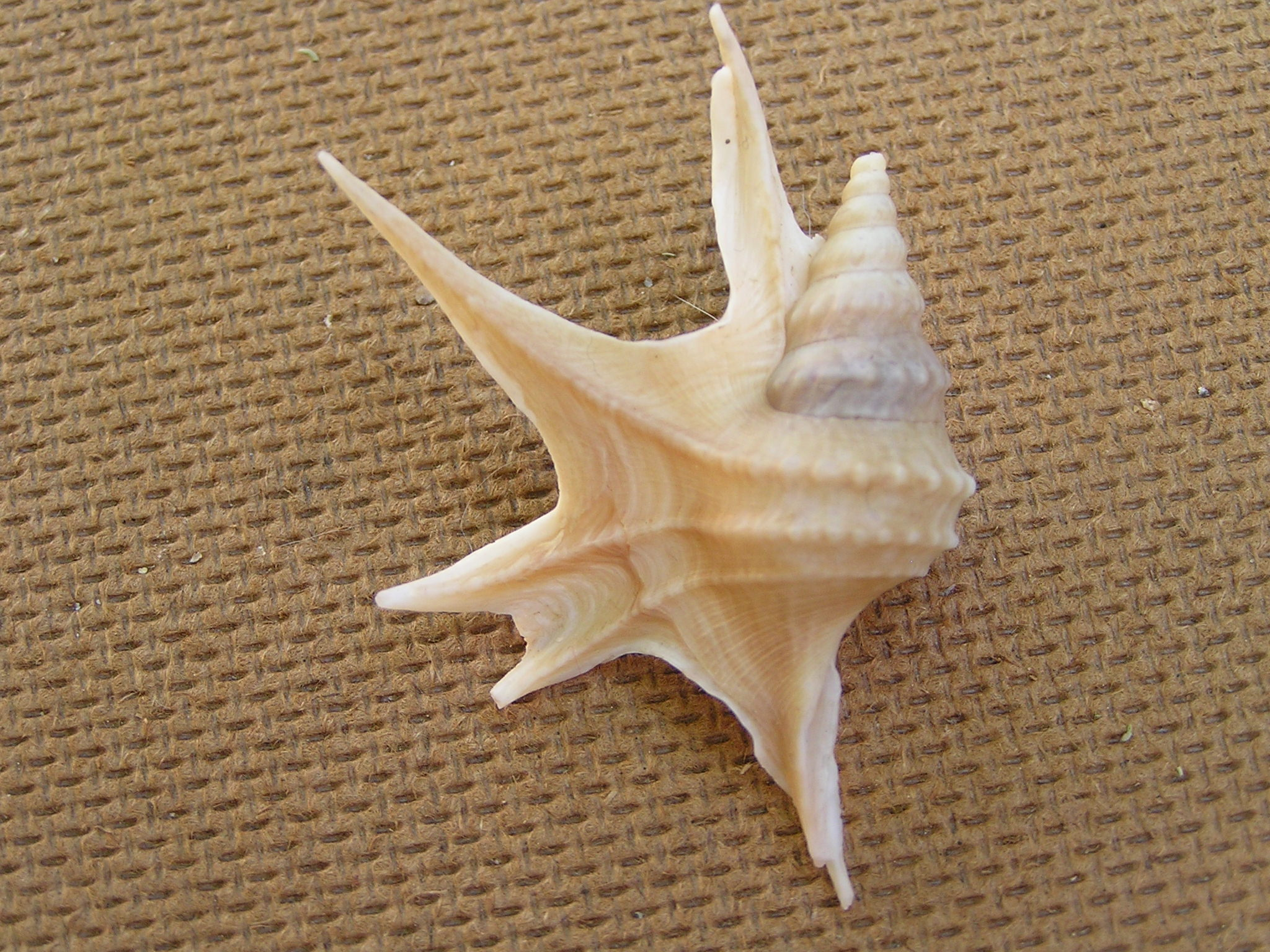
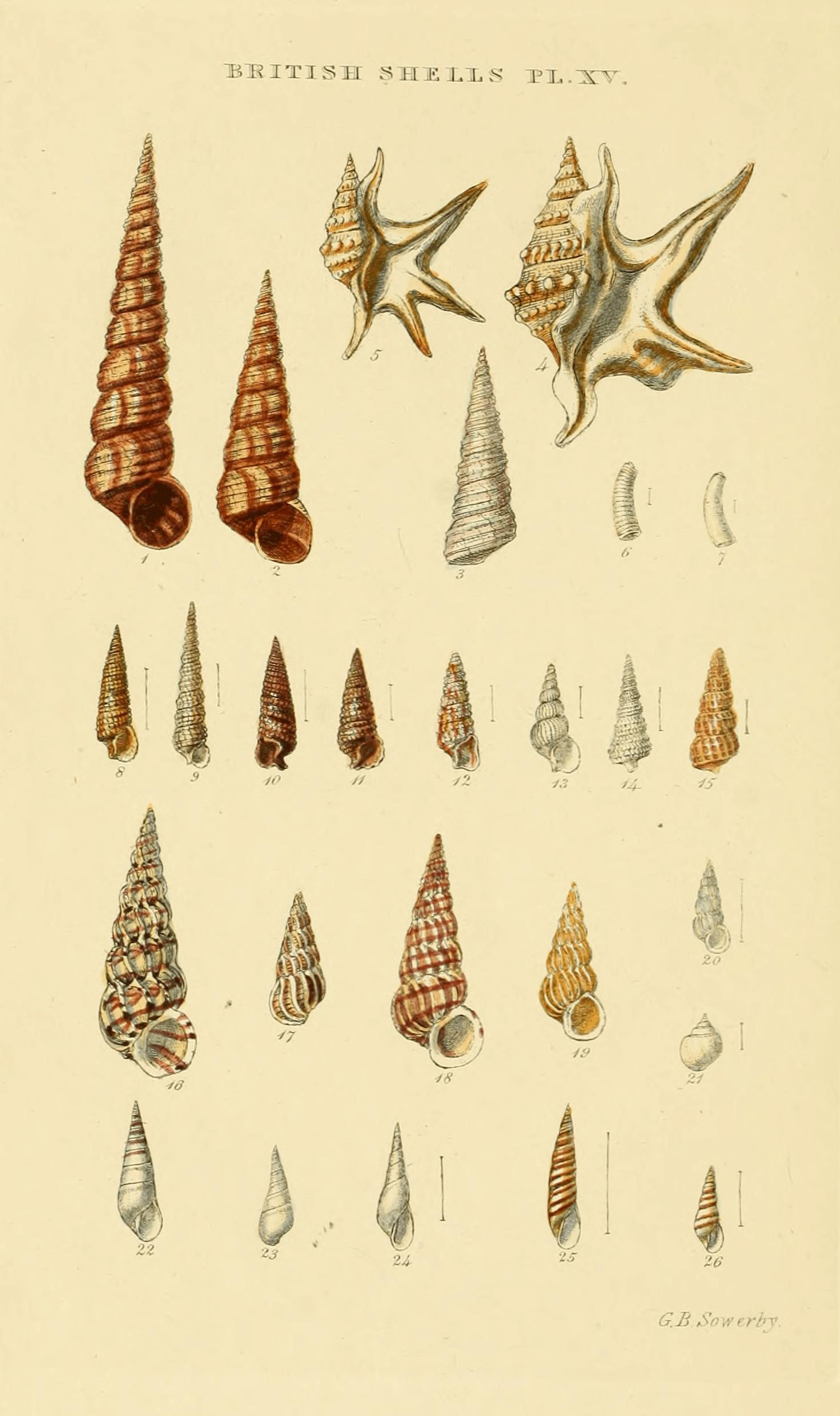